# 莊世和

莊世和

莊世和（1923年12月12日—2020年11月18日），生於臺灣台南，後隨家人移居屏東潮洲，1938年進入日本川端畫學校以及東京美術工藝學院學習，為日治時期臺灣抽象畫的先驅之一。莊世和不僅在繪畫創作上努力研究並實踐現代藝術的風格，也從地方畫會結合創作、評論和教學的影響力，系統性推動臺灣現代美術教育。

## 生平
1923年生於臺南，1928年舉家遷往屏東。1938年赴日習畫，先後進入東京川端畫學校日本畫科、東京美術工藝學院，於日本求學時期接觸立體派、達達主義、超現實主義等前衛藝術，以及包豪斯等現代主義思潮。1950年接觸何鐵華所創辦的《新藝術》雜誌，1951年因與台北主流畫壇路線相異、參加台北省展落選，同年轉赴台北盲啞學校任教，並以何鐵華建立的新興藝術平台為重心，不僅參與《新藝術》的編輯撰稿，更與何鐵華積極推展「自由中國的新興藝術運動」，包括作品參加多屆「自由中國美展」，以及擔任第二至四屆洋畫部審查委員等。1968年與曾培堯、李朝進、劉文三、孫瑛等人發起「南部現代美術會」，並舉辦第一屆「南部現代美展」。2020年11月18日清晨4點半左右離世。

## 創作分期
莊世和的畫風由立體派入手，與同期藝術家從外光派延伸至野獸派的發展主流不同:10。根據馮勝宣〈論莊世和非具象繪畫的開展—以國美館典藏為例〉一文分析，莊氏的創作理念源自生活與靈感，強調創作自由度，因此風格不易以時間做切分，而透過創作實踐可依序歸納出三個時期。第一期為1940年代的日本求學階段，此時期作品數量最多，主要為立體派與拼貼類型作品，將臺灣美術脈絡中對「拼貼」概念的運用溯至1940年代初。代表作品如1941〈武藏野之春〉、1942年〈詩人的憂鬱〉及〈室內靜物B〉；第二期為1950年代，創作風格逐漸轉向超現實主義，透過聚合象徵元素以表現個人內在的幻想。代表作品有1957年的〈神田〉與〈阿里山之春〉；第三期為1957到1959年間，創作轉為具象徵式的抽象繪畫表現。代表作品的有1961年的〈寒月鐘聲〉、1962年的〈戰地夢(戰鬥)〉、1966年〈十月的詩〉及1990年的〈山的聯想〉。

## 美術史影響力

### 畫會、美展與美術教育的推動
莊世和於 1957 年返回屏東潮州中學任教後，透過地方藝術團體的經營與展覽、對現代藝術及青年創作者的撰稿引介與評論、美學教育的推廣等三個路線，成為驅動南臺灣藝術發展的一股重要力量。
莊世和於 1957 年10月推動成立了屏東最早的繪畫團體「綠舍美術研究會」，並於隔年（1958年）舉辦首屆「綠舍美術展覽會」；此團體迄今仍持續辦理展覽，於2021年辦理第63屆「綠舍美展」。1961 年 5 月與張文卿、陳處世、何文杞、李洸洋等人在高雄創立「新造形美術協會」，並舉辦「創型美術展覽會」；此協會迄今仍每年展出不綴，2021年舉辦第60屆展覽。莊士和創立此2個創作團體的自的，在於藉著會員間的切磋交流來激發創作，並鼓勵會員在吸納現代藝術觀念的同時去反省傳統、尋求創新，並以持續性聯合展出的方式，來達到推動美術傳播與教育的目標。 1964年，與黃朝湖、曾培堯、劉生容、許武勇等人，創立「自由美術協會」，目標是「以倡導現代藝術，並藉彼此的觀摩與研討，以確立嚴肅的創作精神，期於提高國內當代藝壇的水準為宗旨」:93, 103-108。
莊世和返回屏東潮州中學任教後，為拓展學生視野，曾籌辦多項海外藝術交流，如：偕同韓國舉辦「中韓親善韓國學生美展」（1964-1965）。 他個人並參與「日華親善美術展」（1977）、「中日美術交流展」（1977）等，並於《雄獅美術》發表〈觀中日美術交流展〉一文，促進藝術交流。莊世和除了在高屏地區推動畫會及美展活動外，亦投注於兒童藝術教育，曾於《國語日報》刊載自創圖文故事，或是改寫偉人勵志故事，自繪插畫；優秀兒童美術作品曾參與「綠舍美術展覽會」，莊世和並撰文推舉:146-147。

### 撰稿引介與評論
莊世和自1958年開始，在《台灣新生報》、《台灣新聞報》、《中華日報》、《民生日報》等報刊與《雄獅美術》雜誌上發表了相當多的藝術評論，介紹包括超現實主義、歐布澤藝術、阿波里耐爾的畫論等藝術觀念；他有感於大眾對現代藝術的認識匱乏，也撰文介紹現代藝術與前衛觀念，文章包括：〈現代繪畫的認識〉、〈如何欣賞現代繪畫〉、〈關於現代繪畫與觀念〉、〈談抽象藝術〉等。此外，亦曾撰寫關於趙無極、何鐵華、藍蔭鼎、何德來等臺灣知名藝術家的作品評論。另，為推動屏東藝術發展，彼時亦透過論述文字，將當時的年輕藝術家如陳處世、張文卿（1936-1977）、林建樹、李太豐等人的創作表現介紹給世人:120。

### 美術史地位
從創作的發展脈絡來看莊世和的美術史地位，史學家發現，在臺灣，現代主義或抽象藝術的開端多以戰後的李仲生以及「五月」、「東方」兩畫會成員之藝術實踐為標誌，但莊世和從立體派入手，吸收超現實以降的前衛藝術，可說是臺灣日治時期的抽象畫家代表，且是臺灣本土藝術家極早應用拼貼概念，甚至將實物直接運用在畫作中的先驅者，主要即以〈室內靜物B〉、〈詩人的憂鬱〉兩件作品為代表:10。莊世和揉合了「純粹繪畫論」來實踐他的拼貼創作，而從這兩件作品分別為國美館及高美館典藏的意義顯示，相較於戰前藝術家一般被定位在印象派、後印象派、野獸派或表現主義等具象畫風，蔣伯欣的研究發現，莊世和與其作品證明，臺灣戰前藝術家已有相當前衛的抽象作品，莊世和的藝術為臺籍藝術家的拼貼概念、立體主義與抽象藝術的出現，從戰後的東方畫會，往前推進至少十年以上，可謂是臺灣前衛藝術的先行者。

## 作品介紹
依據學者黃冬富及蔣伯欣針對莊世和所著的專書，提及多件在莊世和創作脈絡以及臺灣美術史上具有特殊意義的重要代表作品：

### 〈武藏野之春〉
作品〈武藏野之春〉創作於1941年，媒材為油彩、木板，作品尺寸37.2 x 45.4 cm，目前由國立臺灣美術館典藏。作品內容基本上維持了描繪對象與景物原有的自然位置，且進一步透過如稜鏡反射或陀螺旋轉概念，創造多點視角的構圖，將對象還原於立體的形體。〈武藏野之春〉對於物象的變形及筆觸的運用，已有他後期作品所呈現的音樂律動性。

### 〈詩人的憂鬱〉
作品〈詩人的憂鬱〉創作於1942年，媒材為油彩、木板，作品尺寸24 x 33 cm，目前為高雄市立美術館典藏。此作靈感來自於莊世和在赴日留學寄居住所，認識了幾位詩人、藝術家室友，看著他們在困頓生活中掙扎以及起起落落的境遇，心生諸多感觸而作。此件作品受到重視的原因，主要來自於藝術家並未以再現人物形象方式切入，而是以「拼貼」(collage)的抽象手法入手，而成為臺灣藝術發展中運用相似手法的先驅者。

### 〈室內靜物B〉
作品〈室內靜物B〉創作於1942年，媒材為油彩、報紙、畫布，作品尺寸32.1 x 41.3 cm，目前為國立臺灣美術館典藏。藝術家在此件作品畫面的右上方，拼貼了一塊英文報紙的現成物，具備解構、分割以及實物拼貼等多種手法的運用。也是臺灣本土藝術家最早將實物以拼貼手法，運用在畫作中的先驅者。

### 〈阿里山之春〉
作品〈阿里山之春〉創作於1957年，媒材為油彩、畫布，作品尺寸116.5 x 72.5 cm，目前為高雄市立美術館典藏。據藝術史學者蔣伯欣研究指出，〈阿里山之春〉應可被視作莊世和超現實風格時期中的代表作品，藝術家在同一畫面中，匯聚了左右兩個消失點的透視方法，構圖上則採用了H構圖以及S構圖搭配合取景，將臺灣知名地景阿里山營塑出一股帶有神秘、夢境般且虛實交融的奇幻景色。

### 〈神田〉
作品〈神田〉創作於1957年，媒材為油彩、畫布，作品尺寸100.4 x 72.7 cm，目前為國立臺灣美術館典藏。莊世和作品〈神田〉，屬於典型的超現實畫風，推測所繪場景應為日本神田地區的東正教教堂「尼古拉堂」。藝術家採用層疊的立體結構，以及畫面中的許多粗黑線條，形成十餘座十字架的造形，營塑如夢境中極具壓迫感及宗教氛圍的幻境。

### 〈寒月鐘聲〉
作品〈寒月鐘聲〉創作於1960年，媒材為油彩、木板，作品尺寸60.8 x 50.2 cm，目前為國立臺灣美術館典藏。作品〈寒月鐘聲〉被學者黃冬富視為莊世和具有份量的代表作之一，作品取材自唐朝張繼「楓橋夜泊」的詩意，以簡化、抽象化的線條描繪詩中寒山寺景色，畫面中圓形及線條，則表現為月亮與飛馳而過的烏鴉。

### 〈戰地夢—戰鬥〉
作品〈戰地夢—戰鬥〉創作於1962年，媒材為油彩、畫布，作品尺寸72.8 x 91.3 cm，目前為國立臺灣美術館典藏。莊世和的《戰地夢》系列一共有四幅，據學者黃冬富研究指出，為莊世和受高雄在地軍官委託，並以軍方待機準備作戰為題所創作。也是莊世和創作走向純粹抽象的重要系列。